# Ferrer Saiol
Ferrer Saiol (o Ferrer Sayol) fou un membre de la Cancelleria Reial durant l'època del rei Pere III el Cerimoniós. Es casà amb la mare de Bernat Metge, Agnès, quan aquest encara era petit i gràcies al seu càrrec el feu entrar a treballar a la Cancelleria. Ferrer Saiol s'encarregà de la traducció de l'obra De re rustica, de Pal·ladi, en l'onada de traduccions que hi havia en la cort del Cerimoniós.